# Naxitamab
Naxitamab (Handelsname Danyelza; Hersteller Y-mAbs Therapeutics, Inc.) ist ein monoklonaler Antikörper, der in Kombination mit Granulozyten-Makrophagen-Kolonie-stimulierendem Faktor (GM-CSF) zur Behandlung des rezidivierten oder refraktären Hochrisiko-Neuroblastoms im Knochen oder Knochenmark zugelassen ist. Eingesetzt wird der anti-GD2-Antikörper in der Immuntherapie bei Patienten ab einem Jahr, die auf eine vorangegangene Therapie teilweise oder geringfügig angesprochen haben oder deren Krankheit stabil ist. Naxitamab erhielt im November 2020 in den USA die Zulassung durch die amerikanische Gesundheitsbehörde (FDA).

## Behandlung des Hochrisiko-Neuroblastoms
Je nach Krankheitssituation und der Wahrscheinlichkeit eines Krankheitsrückfalls (Rezidiv) kommen in der Therapie des Neuroblastoms verschiedene Behandlungsmethoden in Betracht. Patienten mit einem Hochrisiko-Neuroblastom erhalten nach gegenwärtigem Standard zunächst nach einer Operation oder Biopsie eine Chemotherapie (Induktionstherapie). Nachfolgend werden die Patienten mit einer konsolidierenden Hochdosis-Chemotherapie mit autologer Stammzelltransplantation behandelt. Im Anschluss wird als Post-Konsolidierungstherapie beziehungsweise Erhaltungstherapie eine Immuntherapie eingeleitet. In Europa ist dafür seit 2017 ausschließlich der anti-GD2-Antikörper Dinutuximab beta zugelassen.

## Eigenschaften
Naxitamab ist ein humanisierter monoklonaler Antikörper vom Typ IgG1 (Immunglobulin G1), der in Ovarialzellen des chinesischen Hamsters (CHO-Zellen) durch rekombinante DNA-Technologie hergestellt wird. Er hat eine molare Masse von etwa 144 kDa (bezogen auf das unglycosylierte Protein). Es handelt sich um eine humanisierte Variante (hu3F8) des murinen Antikörpers m3F8, dessen anti-GD2-Wirkung bereits in den 1980er Jahren beschrieben wurde.
Bei vergleichbarer antikörperabhängiger zellvermittelter Zytotoxizität (ADCC) zwischen Naxitamab und den chimären (ch14.18) anti-GD2-Antikörpern Dinutuximab bzw. Dinutuximab beta sind Unterschiede in der komplementvermittelten Zytotoxizität (CMC) und im Toxizitätsprofil beschrieben.

## Klinische Anwendung
Naxitamab in Kombination mit Granulozyten-Makrophagen-Kolonie-stimulierendem Faktor (GM-CSF) ist in den USA zugelassen für pädiatrische Patienten im Alter ab einem Jahr sowie für ältere und erwachsene Patienten mit rezidiviertem oder refraktärem Hochrisiko-Neuroblastom im Knochen oder Knochenmark, die auf eine vorangegangene Therapie teilweise oder geringfügig angesprochen haben oder eine stabile Erkrankung aufweisen.
Die Verabreichung erfolgt in mehreren Zyklen, die alle vier, zum Behandlungsende alle acht, Wochen wiederholt werden. Gegeben wird Naxitamab  als intravenöse Infusion, die begleitende Gabe von GM-CSF erfolgt subkutan.
Zu den häufigsten Nebenwirkungen gehören infusionsbedingte Reaktionen, Schmerzen, Tachykardie (schneller Herzschlag), Erbrechen, Husten, Übelkeit, Durchfall, verminderter Appetit, Bluthochdruck, Müdigkeit, Erythema multiforme, periphere Neuropathie, Urtikaria, Pyrexie, Kopfschmerzen, Reaktionen an der Injektionsstelle, Ödeme, Angstzustände, lokalisierte Ödeme und Reizbarkeit.

## Entwicklung und Vermarktung
Naxitamab wurde vom Memorial Sloan Kettering Cancer Center (MSK) unter Federführung von Nai-Kong Cheung, Leiter des Neuroblastom-Programms am MSK sowie Anteilseigner von Y-mAbs Therapeutics, entwickelt.

### Zulassungsstudien
Die Wirksamkeit von Naxitamab wurde in zwei einarmigen, offenen Studien untersucht. Die Phase-I/II-Studie 12-230 (NCT 01757626) sowie die Phase-II-Studie 201 (NCT 03363373) schlossen insgesamt 97 Patienten mit rezidiviertem oder refraktärem Neuroblastom ausschließlich im Knochen oder Knochenmark ein. Patienten mit fortschreitender Erkrankung nach ihrer letzten Behandlung waren ausgeschlossen.
Die wichtigsten Wirksamkeitsmesswerte waren die Gesamtansprechrate (ORR) sowie die Ansprechdauer (DOR).
Bei den 22 Patienten, die in der Studie 201 ausgewertet wurden, lag die ORR bei 45 % und 30 % der Responder hatten eine DOR von mehr oder gleich 6 Monaten. Bei 38 Patienten, die in der Einzentrenstudie 12-230 ausgewertet wurden, lag die ORR bei 34 % und 23 % der Patienten hatten eine DOR von mindestens 6 Monaten. In beiden Studien wurde ein Ansprechen entweder im Knochen, im Knochenmark oder in beiden beobachtet.
Die Zulassung erfolgte in einem beschleunigten Verfahren. Der dauerhafte Zulassungsstatus von Naxitamab zur Therapie des Hochrisiko-Neuroblastoms kann von der Verifizierung und Beschreibung des klinischen Nutzens in konfirmatorischen Studien abhängig gemacht werden.

### Neuroblastom-Programm am MSK und Y-mAbs Therapeutics
Das Memorial Sloan Kettering Cancer Center (MSK) erklärt, dass es im Zusammenhang mit seiner Forschung finanzielle Interessen in Form von Rechten an geistigem Eigentum und Kapitalbeteiligungen an Y-mAbs Therapeutics hat. Y-mAbs Therapeutics ist Lizenznehmer des geistigen Eigentums von MSK.
Nai-Kong Cheung erhält kommerzielle Forschungszuschüsse von Y-mAbs Therapeutics. Zudem hält er Eigentumsanteile/Beteiligungen an Y-mAbs Therapeutics. Nai-Kong Cheung ist der Erfinder von Patenten, die vom MSK an Y-mAbs Therapeutics lizenziert werden.